# Yoduro peroxidasa
La yoduro peroxidasa  o peroxidasa del tiroides o bien tiroperoxidasa (TPO), es una enzima de la glandula tiroides que cataliza la reacción de oxidación del ion yoduro a yodo, utilizando para ello peróxido de hidrógeno y como cofactor usa el grupo hemo, el cual contiene hierro. EC 1.11.1.8.
2I−
 + H
2O
2 + 2H+
 {\displaystyle \rightleftharpoons } 2I + 2 H
2O
Se expresa principalmente en la tiroides y libera yodo para su adición a los residuos de tirosina de la tiroglobulina para la producción de las hormonas tiroideas tiroxina (T4) o triyodotironina (T3).
El yodo inorgánico entra en el cuerpo principalmente como ion yoduro. Después de entrar en el folículo tiroideo a través de un simportador Na+/I- (NIS) en la membrana basal del folículo, el yoduro es lanzado a través de la membrana apical en el coloide vía el transportador pendrina, después de que la TPO haya oxidado al yoduro a yodo (I) o ion yodonio (I+).
Por similitud con la peroxidasa, el gen de la TPO sintetiza las cadenas ligera y pesada que constituyen un heterodímero. Cada heterodímero necesita un ion calcio y un grupo hemo B (hierro-protoporfirina IX) unido a la proteína mediante enlace covalente. De la TPO se conocen 8 isoformas.
La TPO forma parte de un complejo proteico formado por un transportador de yoduro, un sistema generador de peróxido formado por las proteínas DUOX1 (Q9NRD9) y DUOX2 (Q9NRD8), siendo estas, dos tipos de la enzima NAD(P)H oxidasa, y también la misma TPO.
La enzima es estimulada por la tirotropina (TSH) que regula la expresión del gen que la codifica y es inhibida por las tioamidas como el propiltiouracilo y el metimazol.
Un defecto en TPO es la causa de hipotiroidismo congénito debido a dishormonogénesis. La determinación en sangre de anticuerpos antitiroideos dirigidos contra la yoduro peroxidasa es una prueba útil en medicina para el diagnóstico de 
algunas enfermedades que afectan a la glándula tiroides.